# Стерлинг, Дюжон
Дюжон Стерлинг (англ. Dujon Sterling; род. 24 октября 1999, Лондон) — английский футболист, защитник шотландского клуба «Рейнджерс».

## Карьера
Дюжон является воспитанником футбольного клуба «Челси». В сезоне 2016/2017 провёл за молодёжную команду 19 встреч, забил три мяча. Является игроком стартового состава.
Участник чемпионата Европы по футболу 2016 среди юношей до 17 лет. Провёл на турнире все четыре встречи, вместе с командой вышел в четвертьфинал. Победитель чемпионата Европы 2017 года среди юношей до 19 лет. На турнире сыграл пять встреч, в том числе и финальную, во всех выходил в стартовом составе. В финале против команды Португалии отметился автоголом.